# Федоров Олександр Григорович
Олександр Григорович Федоров (28 березня 1909, село Городище Вологодської губернії, тепер Вологодської області, Російська Федерація — 14 листопада 1986, місто Москва) — радянський діяч, 1-й секретар Новгородського обласного комітету КПРС, голова Архангельського облвиконкому. Кандидат у члени ЦК КПРС з 14 жовтня 1952 по 2 березня 1954 року. Депутат Верховної ради РРФСР 3-го скликання. Депутат Верховної ради СРСР 2-го скликання.

## Життєпис
Народився в селянській родині. У 1928 році закінчив сім класів школи селянської молоді Череповецького району.
Член ВКП(б) з 1929 року.
У 1929—1930 роках — завідувач культурно-пропагандистського відділу Череповецкого районного комітету ВЛКСМ Ленінградської області.
У 1930—1933 роках — відповідальний секретар, завідувач організаційно-інструкторського відділу М'яксинського районного комітету ВЛКСМ Ленінградської області.
У 1933—1934 роках — заступник секретаря Петриньовського районного комітету ВКП(б) Ленінградської області.
У 1934—1936 роках — слухач курсів марксизму-ленінізму в Дитячому Селі (місті Пушкін) Ленінградської області.
У 1936—1937 роках — заступник секретаря, секретар Борисо-Судського районного комітету ВКП(б) Ленінградської області.
У 1937—1938 роках — начальник Борисо-Судського механізованого лісопункту Вологодської області.
У 1939 році закінчив Курси перепідготовки при Ленінградській лісотехнічний академії.
У 1939—1940 роках — керуючий тресту лісового господарства «Онегаліс» Архангельської області.
У 1940 році — завідувач відділу Архангельського обласного комітету ВКП(б).
У 1940—1941 роках — 2-й секретар Архангельського міського комітету ВКП(б).
У 1941 — жовтні 1942 року — 2-й секретар Архангельського обласного комітету ВКП(б).
6 жовтня 1942 — 19 листопада 1946 року — голова виконавчого комітету Архангельської обласної ради депутатів трудящих.
У листопаді 1946 — 1949 року — слухач Вищої партійної школи при ЦК ВКП(б).
У 1949—1951 роках — начальник Управління перевірки радянських органів Ради міністрів Російської РФСР.
До листопада 1951 року — інспектор ЦК ВКП(б).
28 листопада 1951 — 13 січня 1954 року — 1-й секретар Новгородського обласного комітету ВКП(б) (КПРС).
У 1954—1957 роках — заступник голови виконавчого комітету Арзамаської обласної ради депутатів трудящих.
У 1957—1959 роках — начальник VII-го відділу Головного архівного управління СРСР.
У 1959—1960 роках — начальник відділу відомчих архівів Головного архівного управління МВС СРСР.
У березні 1960 — вересні 1961 року — директор Центрального державного архіву Жовтневої Революції у Москві.
У вересні 1961 — квітні 1977 року — директор Центрального державного архіву народного господарства СРСР у Москві.
З квітня 1977 року — персональний пенсіонер у місті Москві.
Помер 14 листопада 1986 року в Москві.

## Нагороди
- орден Вітчизняної війни ІІ ст.
- орден Трудового Червоного Прапора
- орден «Знак Пошани»
- медаль «За оборону Радянського Заполяр'я» (1944)
- медаль «За доблесну працю у Великій Вітчизняній війні 1941—1945 рр.» (1945)
- медалі